# In Concert (album Stanisława Sojki)
In Concert – koncertowy album Stanisława Sojki i Janusza Iwańskiego wydany w 1990 roku przez Polton (CDPL 009). Nagrań dokonano podczas koncertów w Teatrze STU w Krakowie 7 i 8 listopada 1989 roku.

## Lista utworów
1. „Niech całują Cię moje oczy” (S. Sojka) – 6:10
2. „Popołudniowe miasto” (S. Sojka) – 1:50
3. „Hallelujah I Love Her So” (R. Charles) – 5:28
4. „Czas nasz uczy pogody” (K. Dębski – J. Cygan) – 3:45
5. „Do widzenia mówiliśmy” (S. Sojka) – 4:05
6. „Seventh Son” (W. Dixon) – 2:03
7. „Modlitwa” (B. Okudżawa) – 5:01
8. „Intro Z.P.” (J. Iwański) – 3:07
9. „Zaczepka platoniczna” (S. Sojka) – 3:30
10. „Nocny papieros” (S. Sojka) – 4:57
11. „Dobranoc (wszyscy święci)” (S. Sojka) – 5:43

Wydana przez Polton kaseta (PC-091) nie zawiera dwóch pierwszych utworów.

## Muzycy
- Stanisław Sojka – śpiew, fortepian
- Janusz Iwański – gitara
- Piotr Brzeziński, Alek Galas – inżynieria dźwięku